# Nowa Wieś (sielsowiet Sitce)
Nowa Wieś (biał. Новая Вёска; ros. Новая Вёска) – wieś na Białorusi, w obwodzie witebskim, w rejonie dokszyckim, w sielsowiecie Sitce.

## Historia
W czasach zaborów w powiecie wilejskim w guberni wileńskiej Imperium Rosyjskiego.
W dwudziestoleciu międzywojennym wieś i zaścianek, a następnie wieś leżała w Polsce, w województwie wileńskim, w powiecie duniłowickim, od 1926 w powiecie dziśnieńskim, w gminie Parafianów.
Według Powszechnego Spisu Ludności z 1921 roku zamieszkiwało wieś 191 osób, 148 było wyznania rzymskokatolickiego a 43 prawosławnego. Jednocześnie 149 mieszkańców zadeklarowało polską przynależność narodową, 41 białoruską a 1 inną. Było tu 39 budynków mieszkalnych. Zaścianek zamieszkiwało 35 osób, 16 było wyznania rzymskokatolickiego a 19 prawosławnego. Jednocześnie 30 mieszkańców zadeklarowało polską przynależność narodową, 5 białoruską. Było tu 8 budynków mieszkalnych. W 1931 wymieniono wyłącznie wieś – w 49 domach zamieszkiwało 241 osób.
Wierni należeli do parafii rzymskokatolickiej w Parafianowie i prawosławnej w m. Sitce Wielkie. Miejscowość podlegała pod Sąd Grodzki w Dokszycach i Okręgowy w Wilnie; właściwy urząd pocztowy mieścił się w Parafianowie.